# يوخين زايتس
يوخين زايتس (بالألمانية: Jochen Seitz) (11 أكتوبر 1976 بإرلنباخ آم ماين في ألمانيا - ) هو لاعب كرة قدم ألماني في مركز الوسط. شارك مع Germany national football Α2 team ‏ ومنتخب ألمانيا ب لكرة القدم ‏. أما مع النوادي، فقد لعب مع ألمانيا آخن وشالكه 04 ونادي شتوتغارت ونادي كايزرسلاوترن ونادي هامبورغ ونادي هوفنهايم ونادي أونترهاخينغ وPSFC Chernomorets Burgas ‏ وبايرن ألتسناو.

## وصلات خارجية
- يوخين سيتز على موقع قاعدة بيانات كرة القدم.إي يو (الإنجليزية)
- يوخين سيتز على موقع بيانات كرة القدم. دي إي (الألمانية)
- يوخين سيتز على موقع عالم كرة القدم.نت (الإنجليزية)